# Бейтс, Фредерик
Фредерик Бейтс (англ. Frederick Bates, 18 ноября 1829, Лестер — 6 октября 1903, Большой Лондон) — известный британский пивовар и энтомолог. Он специализировался на жуках и известен своей обширной коллекцией Tenebrionoidea (Heteromera). Фредерик Дьюкейн Годман приобрёл эту коллекцию из 22 390 экземпляров; впоследствии коллекция была продана Музею естественной истории в Лондоне в 1881 и 1897 годах. До 1890-х годов он собирал образцы жуков в Великобритании; позднее эта коллекция принадлежала Бэзилу Сэмюэлю Уильямсу (племяннику Бенджамина Сэмюэля Уильямса). Бейтс управлял пивоварней Eagle Brewery в Лестере, а затем в июне 1890 года стал соучредителем компании Leicester Brewing & Malting Co. 
Бейтс родился в Лестере 18 ноября 1829 года и умер в Чизике 6 октября 1903 года.

## Таксономия
- Prakasha amariformis[англ.] (1892)